# Semjon Andrejewitsch Jelistratow
Semjon Andrejewitsch Jelistratow (russisch Семён Андреевич Елистратов; * 3. Mai 1990 in Ufa) ist ein russischer Shorttracker und Olympiasieger.

## Werdegang
Jelistratow debütierte im Oktober 2008 in Salt Lake City im Shorttrack-Weltcup und belegte dabei über 1000 m und 1500 m den 19. Rang. Bei seiner ersten Olympiateilnahme 2010 in Vancouver kam er über 1000 m auf den 29. Rang und über 500 m und 1500 m auf den 24. Platz. Im März 2010 errang er bei den Weltmeisterschaften 2010 in Sofia im Mehrkampf und über 1000 m den 31. Platz und über 500 m und 1500 m den 30. Rang. In der Saison 2010/11 holte er in Changchun über 500 m seinen ersten Weltcupsieg. Bei den Europameisterschaften 2011 in Heerenveen gewann er Silber mit der Staffel. In der folgenden Saison erreichte er im Weltcup zwei zweite Plätze mit der Staffel in Saguenay und in Nagoya und ein dritter Rang über 1500 m in Dordrecht. Bei den Europameisterschaften 2012 in Mladá Boleslav holte er mit der Staffel die Silbermedaille und im Mehrkampf mit zweiten Plätzen über 1500 m und 3000 m die Bronzemedaille. In der Saison 2012/13 kam er im Weltcup zweimal auf den dritten Platz und zweimal auf den zweiten Rang. In Sotschi holte er in der Staffel seinen zweiten Weltcupsieg. Bei den Europameisterschaften 2013 in Malmö gewann er mit der Staffel über 5000 m die Goldmedaille. Zudem wurde er im Mehrkampf Fünfter und belegte dabei den über 1000 m und 3000 m jeweils den dritten Platz. Im März 2013 holte er bei den Weltmeisterschaften in Debrecen Silber mit der Staffel.
In der Saison 2013/14 kam Jelistratow im Weltcup mit der Staffel zweimal auf den zweiten Rang. Im Januar 2014 holte er bei den Europameisterschaften 2014 in Dresden im Mehrkampf die Silbermedaille und mit der Staffel die Goldmedaille. Dabei errang er in den Einzelrennen den zweiten Platz über 1000 m und den ersten Platz über 1500 m. Bei den Olympischen Winterspielen 2014 in Sotschi wurde er Olympiasieger mit der Staffel über 5000 m. Zu Beginn der Saison 2014/15 belegte er in Salt Lake City den zweiten Rang über 1000 m und den ersten Platz mit der Staffel. Im weiteren Saisonverlauf gewann er weitere drei Rennen und belegte einmal den zweiten Platz. Bei den Europameisterschaften 2015 in Dordrecht holte er im Mehrkampf die Bronzemedaille und mit der Staffel die Goldmedaille. Dabei wurde er über 500 m, 1000 m, 3000 m jeweils Dritter und über 1500 m Zweiter. Im März 2015 wurde er in Moskau Weltmeister über 1500 m. Die Saison beendete er auf dem ersten Rang im Weltcup über 1000 m. In der folgenden Saison belegte er im Weltcupeinzel dreimal den dritten und dreimal den zweiten Platz. Zudem siegte er in Nagoya über 1000 m und in Dresden und Dordrecht jeweils mit der Staffel. Er gewann damit wie im Vorjahr den Weltcup über 1000 m und errang zudem den sechsten Platz im Weltcup über 1500 m. Bei den Europameisterschaften 2016 in Sotschi holte er die Goldmedaille im Mehrkampf. Dabei wurde er über 500 m Zweiter und über 1000 m und 1500 m Erster. Nach Platz drei je über 1500 m in Calgary und in Salt Lake City und Platz zwei über 500 m in Salt Lake City, kam er im Weltcupeinzel zweimal auf den zweiten und einmal auf den dritten Rang. In Dresden siegte er mit der Staffel. Bei den Europameisterschaften 2017 in Turin holte er die Silbermedaille mit der Staffel und wie im Vorjahr die Goldmedaille im Mehrkampf. In den Einzelrennen errang er den dritten Platz über 1000 m und den ersten Platz über 1500 m und 3000 m. Seine besten Ergebnisse bei den Weltmeisterschaften 2017 in Rotterdam waren der fünfte Platz über 1000 m und der vierte Rang mit der Staffel. Die Saison beendete er auf dem dritten Platz im Weltcup über 1500 m.
In der Saison 2017/18 gewann Jelistratow bei den Europameisterschaften 2018 in Dresden die Bronzemedaille im Mehrkampf und jeweils die Silbermedaille über 1000 m, 1500 m und mit der Staffel und bei den Weltmeisterschaften 2018 in Montreal jeweils die Bronzemedaille über 500 m, 1500 m und über 3000 m. Beim Saisonhöhepunkt, den Olympischen Winterspielen 2018 in Pyeongchang, gewann er über 1500 m die Bronzemedaille. Zudem lief er dort auf den 20. Platz über 500 m und auf den sechsten Rang über 1000 m. In der folgenden Saison siegte er mit der Staffel in Turin und mit der Mixed-Staffel in Dresden und in Turin. Zudem erreichte er mit vier Top-Zehn-Platzierungen über 1500 m, den zehnten Platz im Weltcup über 1500 m. Bei den Europameisterschaften 2019 in Dordrecht gewann er im Mehrkampf, über 1500 m und mit der Staffel jeweils die Bronzemedaille und über 1000 m die Goldmedaille. Im März 2019 holte er bei den Weltmeisterschaften in Sofia im Mehrkampf und über 1000 m jeweils die Bronzemedaille und über 3000 m die Silbermedaille. Nach Platz eins über 1500 m und mit der Staffel in Salt Lake City zu Beginn der Saison 2019/20, siegte er in Montreal über 1000 m und belegte dort und in Nagoya jeweils den dritten Platz mit der Staffel und in Nagoya den dritten Platz über 1000 m. Es folgte Platz eins mit der Staffel und Rang zwei mit der Mixed-Staffel in Shanghai und zweite Plätze in Dresden über 1500 m, mit der Staffel und der Mixed-Staffel. Bei den Europameisterschaften 2020 in Debrecen holte er über 500 m, 1000 m und im Mehrkampf die Bronzemedaille und mit der Staffel die Goldmedaille. Die Saison beendete er auf dem fünften Platz im Weltcup über 1500 m und auf dem dritten Rang im Weltcup über 1000 m.
Ihm wurde im März 2016 die Einnahme der verbotenen Substanz Meldonium nachgewiesen.

## Weltcupsiege

### Weltcupsiege im Einzel
| Nr. | Datum             | Ort            | Disziplin |
| --- | ----------------- | -------------- | --------- |
| 1.  | 5. Dezember 2010  | Changchun      | 500 m     |
| 2.  | 7. Februar 2015   | Dresden        | 1000 m    |
| 3.  | 8. Februar 2015   | Dresden        | 1500 m    |
| 4.  | 14. Februar 2015  | Erzurum        | 1000 m    |
| 5.  | 6. Dezember 2015  | Nagoya         | 1000 m    |
| 6.  | 2. November 2019  | Salt Lake City | 1500 m    |
| 7.  | 10. November 2019 | Montreal       | 1000 m    |
| 8.  | 23. Oktober 2021  | Peking         | 1500 m    |

### Weltcupsiege im Team
| Nr. | Datum            | Ort              |
| --- | ---------------- | ---------------- |
| 1.  | 3. Februar 2013  | Sotschi 1        |
| 2.  | 9. November 2014 | Salt Lake City 2 |
| 3.  | 7. Februar 2016  | Dresden 3        |
| 4.  | 14. Februar 2016 | Dordrecht 4      |
| 5.  | 5. Februar 2017  | Dresden 5        |
| 6.  | 3. Februar 2019  | Dresden 6        |
| 7.  | 10. Februar 2019 | Turin 7          |
| 8.  | 10. Februar 2019 | Turin 8          |
| 9.  | 3. November 2019 | Salt Lake City 9 |
| 10. | 8. Dezember 2019 | Shanghai 9       |
| 11. | 31. Oktober 2021 | Nagoya 10        |

## Persönliche Bestzeiten
- 500 m      40,236 s (aufgestellt am 7. Februar 2016 in Dresden)
- 1000 m    1:22,607 min (aufgestellt am 6. Februar 2016 in Dresden)
- 1500 m    2:08,655 min (aufgestellt am 13. November 2016 in Salt Lake City)
- 3000 m    4:45,987 min (aufgestellt am 29. Dezember 2018 in Kolomna)